# Antuco
Antuco è un comune del Cile della provincia di Biobío nella Regione del Bío Bío. Al censimento del 2002 possedeva una popolazione di 3.908 abitanti.

## Società

### Evoluzione demografica
| Censimento del 1992 | Censimento del 2002 |
| 4.062 ab.           | 3.908 ab.           |